# Jorge Liberato Urosa Savino
Jorge Liberato Urosa Savino (ur. 28 sierpnia 1942 w Caracas, zm. 23 września 2021 w Caracas) – wenezuelski duchowny katolicki, w latach 2005-2018 arcybiskup Caracas, kardynał.

## Życiorys
Studiował w seminarium w Caracas (filozofię) i seminarium św. Augustyna w Toronto (teologię). W 1965 podjął studia na Papieskim Uniwersytecie Gregoriańskim w Rzymie, uwieńczone doktoratem z teologii dogmatycznej (1971). Wcześniej 15 sierpnia 1967 w Caracas przyjął święcenia kapłańskie, których udzielił mu kardynał José Humberto Quintero (arcybiskup Caracas). Studia uzupełniał w Papieskim Kolegium Latynoamerykańskim w Rzymie. Po powrocie do Wenezueli był m.in. profesorem i rektorem seminariów w Caracas oraz prezesem Organizacji Seminariów Latynoamerykańskich. W archidiecezji Caracas pełnił funkcję wikariusza generalnego.
W lipcu 1982 został mianowany biskupem pomocniczym Caracas, ze stolicą tytularną Vegesela in Byzacena; sakry biskupiej udzielił mu 22 września 1982 José Lebrún Moratinos, arcybiskup Caracas. W marcu 1990 został przeniesiony na stolicę arcybiskupią Valencia (en Venezuela), we wrześniu 2005 objął po zmarłym kardynale Ignacio Velasco stolicę arcybiskupią Caracas. W styczniu 2006 został wybrany na wiceprezydenta Konferencji Biskupów Wenezueli.
W lutym 2006 papież Benedykt XVI ogłosił nominację kardynalską arcybiskupa Urosy Savino. Na uroczystości konsystorza w marcu t.r. otrzymał on tytuł kardynała prezbitera Santa Maria ai Monti.
Brał udział w konklawe 2013, które wybrało papieża Franciszka.
Papież Franciszek przyjął jego rezygnację z funkcji arcybiskupa Caracas 9 lipca 2018.
Zmarł 23 września 2021 w Poliklinice Caracas, gdzie był hospitalizowany w związku z zakażeniem koronawirusem SARS-CoV-2 i ciężkim przebiegiem choroby.